# Antonio Stankov
Antonio Stankov (in macedone Антонио Станков?; Štip, 19 febbraio 1991) è un calciatore macedone, difensore del Turkse Rangers.

## Biografia
È fratello gemello di Aleksandar Stankov, anch’esso calciatore.